# Gepirona
Gepirona é um antidepressivo e ansiolítico da classe das azapironas. Foi sintetizado por Bristol-Myers Squibb em 1986 e tem sido estudado para o tratamento da depressão, mas ainda não é comercializado. O fármaco está em desenvolvimento nos EUA em uma forma de liberação prolongada, mas apesar de completar os ensaios clínicos de fase III e demonstrar eficácia, foi rejeitado várias vezes pela Food and Drug Administration (FDA). No entanto, em março de 2016, o FDA posicionou-se favoravelmente sobre a eficácia da gepirona.
Além de suas propriedades antidepressivas e ansiolíticas, constatou-se que a gepirona melhora os sintomas de disfunção sexual em homens e mulheres. Os efeitos pró-sexuais parecem ser independentes de seus efeitos antidepressivos e ansiolíticos.

## Farmacologia

### Farmacodinâmica
Assim como outras azapironas, a gepirona atua como um agonista parcial seletivo do receptor 5-HT1A. Ao contrário da buspirona, a gepirona tem maior eficácia na ativação do 5-HT1A e tem afinidade desprezível com o receptor D2 de dopamina (30 a 50 vezes menor em comparação à buspirona). Porém, de forma semelhante à buspirona, a gepirona se metaboliza em 1-(2-pirimidinil)piperazina, que é conhecida por atuar como antagonista potente do receptor α2-adrenérgico.

## História
A gepirona foi desenvolvida pela Bristol-Myers Squibb, e foi licenciada pela Fabre-Kramer em 1993. A FDA rejeitou a aprovação da gepirona em 2004. Ele foi enviado para a fase de pré-registro novamente em maio de 2007, após ensaios clínicos adicionais, conforme exigido pelo FDA em 2009. No entanto, em 2012, mais uma vez a FDA não aprovou o fármaco. Em dezembro de 2015, o FDA mais uma vez reprovou a gepirona para o tratamento da depressão devido a preocupações com a sua eficácia. No entanto, em março de 2016, o FDA reverteu sua decisão e deu à gepirona, em forma de liberação prolongada, uma revisão positiva.
Durante o seu desenvolvimento, o fármaco foi denominado BMY 13805, MJ 13805, Org 33062 e TGFK07AD, e teve dois nomes comerciais propostos: Travivo e Variza.